# Jay Thomas Evans
Jay Thomas Evans (* 21. Januar 1931 in Tulsa; † 8. März 2008 in Norman (Oklahoma)) war ein US-amerikanischer Ringer. Er gewann bei den Olympischen Spielen 1952 in Helsinki eine Silbermedaille im freien Stil im Leichtgewicht.

## Werdegang
Tommy Evans besuchte eine High-School in seiner Heimatstadt Tulsa. Dort begann er auch mit dem Ringen. Er startete dabei in beiden Stilarten, dem griechisch-römischen und dem freien Stil, wobei allerdings der griechisch-römische Stil, bis auf eine Ausnahme, eine untergeordnete Rolle spielte. Neben dem Ringen an der High-School ging er auch für den Wrestling-Club des YMCA Tulsa an den Start. Bei einer Größe von 1,67 Metern startete er zunächst im  Federgewicht und ab 1952 im Leichtgewicht. Nach seiner High-School-Zeit studierte er an der University of Oklahoma und war an dieser Universität nach seiner Zeit als aktiver Ringer über zwanzig Jahre lang Trainer und schließlich Chef-Trainer des dortigen Wrestling-Clubs ("Sooners").
Als Ringer machte er im Jahre 1951 erstmals nachhaltig auf sich aufmerksam, als er bei den NCAA-Championships im Federgewicht den 2. Platz belegte. 1952 und 1954 wurde er dann NCAA-Champion im Leichtgewicht. Außerdem wurde er in den Jahren 1954, 1956 und 1957 AAU-Champion. Die NCAA-Championships sind die US-amerikanischen Studentenmeisterschaften, die AAU-Championships sind die Meisterschaften des allgemeinen Amateur-Sport-Verbandes der USA. Da zur damaligen Zeit fast alle Ringer Studenten waren, hatte der Titel eines NCAA-Champions einen höreren Stellenwert als der des AAU-Champions.
Im Jahre 1952 qualifizierte sich Tommy Evans auch für die Teilnahme an den Olympischen Spielen in Helsinki. Er startete dort im freien Stil im Leichtgewicht. Dabei kam er zu Siegen über Mohamed Badr, Ägypten, Jack Ward, Belgien, Osvaldo Blasi, Argentinien, John Cools, Belgien und Risto Talosela, Finnland. Dann traf er auf den vielfachen Weltmeister und Olympiazweiten von 1948 im Federgewicht Olle Anderberg aus Schweden, gegen den er knapp und umstritten mit 2:1 Kampfrichterstimmen verlor. Im abschließenden Kampf gegen Jahanbakht Tofigh aus dem Iran sicherte er sich dann mit einem Sieg die olympische Silbermedaille.
1956 qualifizierte sich Tommy Evans auch für die Teilnahme an den Olympischen Spielen in Melbourne. Er startete dort im freien Stil wiederum im Leichtgewicht. Dabei kam er zu Siegen über J. Taylor, Großbritannien, Shigeru Kasahara, Japan und Mario Tovar aus Mexiko. In seinem vierten Kampf unterlag er etwas überraschend gegen den Ungarn Gyula Toth nach Punkten, womit er fünf Fehlpunkte erreicht hatte und ausschied. Er kam damit nur auf den 5. Platz. Er startete dann auch noch im griechisch-römischen Stil im Leichtgewicht, hatte aber als in dieser Stilart unerfahrener Ringer gegen Kyösti Lehtonen aus Finnland, den späteren Olympiasieger, und gegen Dimitar Stojanow aus Bulgarien keine Chance. Er schied nach diesen beiden Niederlagen aus und kam mit vier weiteren Ringern auf den 7. Platz. 
Außer seinen Starts bei diesen beiden Olympischen Spielen absolvierte Tommy Evans keine weiteren Starts bei internationalen Meisterschaften.

## Internationale Erfolge
| Jahr | Platz  | Wettbewerb      | Gewichtsklasse | Stil | Ergebnisse |
| 1952 | Silber | OS in Helsinki  | Leicht         | F    | nach Siegen über Mohamed Badr, Ägypten, Jack Ward, Irland, Osvaldo Blasi, Argentinien, John Cools, Belgien und Risto Talosela, Finnland, einer Niederlage gegen Olle Anderberg, Schweden und einem Sieg über Jahanbakht Tofigh, Iran |
| 1956 | 5.     | OS in Melbourne | Leicht         | F    | nach Siegen über J. Taylor, Großbritannien, Shigeru Kasahara, Japan und Mario Tovar, Mexiko und einer Niederlage gegen Gyula Toth, Ungarn                                                                                            |
| 1956 | 7.     | OS in Melbourne | Leicht         | GR   | nach Niederlagen gegen Kyösti Lehtonen, Finnland und Dimitar Stojanow, Bulgarien |

## Nationale Erfolge
| Jahr | Platz | Wettbewerb         | Gewichtsklasse | Stil | Ergebnisse                           |
| 1951 | 2.    | NCAA-Championships | Feder          | F    | hinter George Layman, vor Don Maurey |
| 1952 | 1.    | NCAA-Championships | Leicht         | F    | vor Jim Harmon und Miles Lee         |
| 1952 | 1.    | Olympia-Trials     | Leicht         | F    |                                      |
| 1954 | 1.    | NCAA-Championships | Leicht         | F    | vor Donald Thompson und Lloyd Corwin |
| 1954 | 1.    | AAU-Championships  | Leicht         | F    |                                      |
| 1956 | 1.    | AAU-Championships  | Leicht         | F    |                                      |
| 1957 | 1.    | AAU-Championships  | Leicht         | F    |                                      |

## Erläuterungen
- OS = Olympische Spiele
- GR = griechisch-römischer Stil, F = Freistil
- Federgewicht, damals bis 62 kg, Leichtgewicht, bis 67 kg Körpergewicht
- NCAA = US-amerikanischer Studenten-Sportverband, AAU = Amateur-Athletic-Verband